# 検視官
検視官（けんしかん、検屍官、英Coroner）または刑事調査官とは、検視を行う職種のこと。

## 日本における検視官

### 位置
刑事訴訟法229条によって、検察官が変死者又は変死の疑いのある死体（変死体）の検視を行うこととされている。しかし、同条2項によって、検察事務官または司法警察員にこれを代行させることができるとされており、一般的に司法警察員である警察官が検視を行っている。検視、検死とは、もとの表記は検屍と書かれていたが、屍（しかばね）という漢字は当用漢字に入っていなかったため、検視または検死に書き換えられている。
そのため、検視を担当する警察官のことを「検視官」または「刑事調査官」と呼称している。あくまでも組織上の名称であり、こういった資格が存在するわけではない。

### 業務
通常は所轄警察署刑事課の司法警察員で検視は終了するが、慎重な判断が求められる事案では検視官の臨場を要請する措置がとられる。なお、検視官の臨場の有無にかかわらず、検視結果はすべて検視官に報告される。

### 資格
警視庁・道府県警察本部刑事部の捜査第一課あるいは鑑識課（大阪府警察は検視調査課）に所属している。警察大学校において法医学を修了した警部または警視の階級を有する者が刑事部長によって指名される。

## 米国における検視官
「Coroner」は「検死官」と訳される場合がある。

## 英国における検視官
イングランドおよびウェールズで検視官（検死官）は地方自治体によってを任命され、報酬を支払われる司法官吏である。

## 関連
- 検視
- 監察医
- 警察医
- 司法解剖
- 検屍法廷
- 芹沢常行